# PCDig Patrimonio y cultura digital
Patrimonio y Cultura Digital PCDig es un conector de iniciativas, comunidades, personas, proyectos, grupos de investigación españoles interesados en el estudio, análisis y reflexión crítica de las interacciones entre el arte, las TIC, las ciencias de la computación y las prácticas digitales.
PCDig se sitúa bajo el gran paraguas de las humanidades digitales y su principal foco de atención es el patrimonio cultural y la cultura artística.
Este portal es una iniciativa de la Universidad de Málaga a través del proyecto de I+D del Plan Nacional de Humanidades ATENEA enmarcado dentro de las actividades emprendidas por el Campus andaluz de excelencia Andalucía TECH.